# چیکن پارمزان
چیکن پارمزان یا مرغ پارمیجیانا (ایتالیایی: pollo alla parmigiana) غذایی است که از سینه مرغ سوخاری شده پوشیده شده از سس گوجه‌فرنگی و موتزارلا، پارمزان یا پروولون تشکیل شده است. گاهی ژامبون یا بیکن به آن اضافه می‌شود.
منشأ این غذا در اوایل قرن بیستم در دیاسپورای ایتالیایی در ایالات متحده بود. حدس زده می‌شود که این غذا بر اساس ترکیبی از پارمیجیانای ایتالیایی است، غذایی که از برش‌های بادنجان سرخ شده و سس گوجه فرنگی استفاده می‌کند، همراه با کوتولتا، که یک کتلت گوساله سوخاری شده است که به‌طور کلی بدون سس یا پنیر در ایتالیا سرو می‌شود.
چیکن پارمزان به عنوان پایه تعدادی از وعده‌های غذایی مختلف از جمله ساندویچ و پای گنجانده شده است.